# Union Sportive Hammam Bou Hadjar
 (janvier 2022).
Si vous disposez d'ouvrages ou d'articles de référence ou si vous connaissez des sites web de qualité traitant du thème abordé ici, merci de compléter l'article en donnant les références utiles à sa vérifiabilité et en les liant à la section « Notes et références ».
 (janvier 2022).
La mise en forme du texte ne suit pas les recommandations de Wikipédia : il faut le « wikifier ».
Les points d'amélioration suivants sont les cas les plus fréquents. Le détail des points à revoir est peut-être précisé sur la page de discussion.
- Les titres sont pré-formatés par le logiciel. Ils ne sont ni en capitales, ni en gras.
- Le texte ne doit pas être écrit en capitales (les noms de famille non plus), ni en gras, ni en italique, ni en « petit »…
- Le gras n'est utilisé que pour surligner le titre de l'article dans l'introduction, une seule fois.
- L'italique est rarement utilisé : mots en langue étrangère, titres d'œuvres, noms de bateaux, etc.
- Les citations ne sont pas en italique mais en corps de texte normal. Elles sont entourées par des guillemets français : « et ».
- Les listes à puces sont à éviter, des paragraphes rédigés étant largement préférés. Les tableaux sont à réserver à la présentation de données structurées (résultats, etc.).
- Les appels de note de bas de page (petits chiffres en exposant, introduits par l'outil «  Source ») sont à placer entre la fin de phrase et le point final[comme ça].
- Les liens internes (vers d'autres articles de Wikipédia) sont à choisir avec parcimonie. Créez des liens vers des articles approfondissant le sujet. Les termes génériques sans rapport avec le sujet sont à éviter, ainsi que les répétitions de liens vers un même terme.
- Les liens externes sont à placer uniquement dans une section « Liens externes », à la fin de l'article. Ces liens sont à choisir avec parcimonie suivant les règles définies. Si un lien sert de source à l'article, son insertion dans le texte est à faire par les notes de bas de page.
- La présentation des références doit suivre les conventions bibliographiques. Il est recommandé d'utiliser les modèles {{Ouvrage}}, {{Chapitre}}, {{Article}}, {{Lien web}} et/ou {{Bibliographie}}. Le mode d'édition visuel peut mettre en forme automatiquement les références.
- Insérer une infobox (cadre d'informations à droite) n'est pas obligatoire pour parachever la mise en page.

Pour une aide détaillée, merci de consulter Aide:Wikification.
Si vous pensez que ces points ont été résolus, vous pouvez retirer ce bandeau et améliorer la mise en forme d'un autre article.
Pour les articles homonymes, voir USHBH.
Maillots
L'Union Sportive Hammam Bou Hadjar (en arabe : الاتحاد الرياضي  حمام بوحجر), plus couramment abrégé en US Hammam Bou Hadjar, est un club algérien de football fondé en 1923, et situé dans la ville de Hammam Bou Hadjar.
Il évoluait au stade municipal de Hammam Bou Hadjar.

## Histoire
L'Union Sportive Hammam Bou Hadjar est créée en 1923 dans la ville de Hammam Bou Hadjar, par des colons européens qui étaient des amateurs de sport et de football.
- En 1938 l'US Hammam Bou Hadjar est devenu un club mixte franco-musulmans.

- Après l’indépendance de l'Algérie, l'US Hammam Bou Hadjar intègre le championnat national en Critérium Honneur 1962-1963[3],[4],[5], championnat organisé sous forme de 6 groupes de 10 clubs chacun. L'US Hammam Bou Hadjar commence dans le Groupe II d'Oran[3],[4],[5] et se classe sixième de son groupe.

Lors de la saison 1963-1964, le club participe au championnat national de Première division D3 1963-1964, au sein du groupe Oranie (LOFA).

## Palmarès
| Compétitions nationales                                                                    |
| ------------------------------------------------------------------------------------------ |
| - Ligue d'Oran de Football Association ,: - Division Promotion d'honneur - Champion : 1936 |

## Parcours

### Classement en championnat par année
- 1962-63 : D1, C-H Ouest Gr.II, 6e
- 1963-64 : D3, 1reD Ouest, ?e
- 1964-65 : D3, PH Ouest Gr.B, ?e
- 1965-66 : D3, PH Ouest Gr.B, ?e
- 1966-67 : D4, 1reD Ouest Gr, ?e
- 1967-68 : D4, 1reD Ouest Gr, ?e
- 1968-69 : D4, 1reD Ouest Gr, ?e
- 1969-70 : D4, 1reD Ouest Gr.A, 4e
- 1970-71 : D?,
- 1971-72 : D?,
- 1972-73 : D?,
- 1973-74 : D?,
- 1974-75 : D?,
- 1975-76 : D?,
- 1976-77 : D?,
- 1977-78 : D?,
- 1978-79 : D?,
- 1979-80 : D?,
- 1980-81 : D?,
- 1981-82 : D?,
- 1982-83 : D?,
- 1983-84 : D?,
- 1984-85 : D?,
- 1985-86 : D?,
- 1986-87 : D?,
- 1987-88 : D?,
- 1988-89 : D?,
- 1989-90 : D?,
- 1990-91 : D?,
- 1991-92 : D?,
- 1992-93 : D?,
- 1993-94 : D?,
- 1994-95 : D?,
- 1995-96 : D4, DH Ouest groupe C, 8e
- 1996-97 : D4, DH Ouest groupe, ?e
- 1997-98 : D4, DH Ouest groupe, ?e
- 1998-99 : D3, Régional Ouest, 10e
- 1999-00 : D4, Régional Ouest, 11e
- 2000-01 : D4, Régional Ouest, 7e
- 2001-02 : D4, Régional Ouest, 12e
- 2002-03 : D4, Régional Ouest Gr.B, 9e
- 2003-04 : D5, R2 Oran Gr.B, ?e
- 2004-05 : D5, R2 Oran Gr.B, ?e
- 2005-06 : D5, R2 Oran Gr.B, ?e
- 2006-07 : D5, R2 Oran Gr.B, ?e
- 2007-08 : D5, R2 Oran Gr.B, ?e
- 2008-09 : D5, R2 Oran Gr.B, ?e
- 2009-10 : D5, R2 Oran Gr.B, ?e
- 2010-11 : D6, R2 Oran Gr.B, ?e
- 2011-12 : D6, R2 Oran Gr.B, ?e
- 2012-13 : D6, R2 Oran Gr.B, ?e
- 2013-14 : D6, R2 Oran Gr.B, ?e
- 2014-15 : D6, R2 Oran Gr.B, 4e
- 2015-16 : D6, R2 Oran Gr.B, ?e

### Parcours de l'USHBH en coupe d'Algérie
| Saison  | Tour             | Matchs        | Résultats     |
| ------- | ---------------- | ------------- | ------------- |
| 1962-63 | ?                | ?             | ?             |
| 1963-64 | 1/64 finale      | USM Bel Abbès | ?             |
| 1964-65 | 4e T.R           | ES Tlemcen    | ?             |
| 1965-66 | 1/64 finale      |               | ?             |
| 1966-67 | 4e T.R           | ES Valmy      | 2-1           |
| 1967-68 | 1/64 finale      |               | ?             |
| 1968-69 | ?                | ?             | ?             |
| 1969-70 | ?                | ?             | ?             |
| 1970-71 | ?                | ?             | ?             |
| 1971-72 | ?                | ?             | ?             |
| 1972-73 | ?                | ?             | ?             |
| 1973-74 | ?                | ?             | ?             |
| 1974-75 | ?                | ?             | ?             |
| 1975-76 | ?                | ?             | ?             |
| 1976-77 | ?                | ?             | ?             |
| 1977-78 | ?                | ?             | ?             |
| 1978-79 | ?                | ?             | ?             |
| 1979-80 | ?                | ?             | ?             |
| 1980-81 | ?                | ?             | ?             |
| 1981-82 | ?                | ?             | ?             |
| 1982-83 | ?                | ?             | ?             |
| 1983-84 | ?                | ?             | ?             |
| 1984-85 | ?                | ?             | ?             |
| 1985-86 | ?                | ?             | ?             |
| 1986-87 | ?                | ?             | ?             |
| 1987-88 | ?                | ?             | ?             |
| 1988-89 | ?                | ?             | ?             |
| 1989-90 | N.J              | N.J           | N.J           |
| 1990-91 | ?                | ?             | ?             |
| 1991-92 | ?                | ?             | ?             |
| 1992-93 | N.J              | N.J           | N.J           |
| 1993-94 | ?                | ?             | ?             |
| 1994-95 | ?                | ?             | ?             |
| 1995-96 | ?                | ?             | ?             |
| 1996-97 | ?                | ?             | ?             |
| 1997-98 | ?                | ?             | ?             |
| 1998-99 | ?                | ?             | ?             |
| 1999-00 | ?e T.R           | ?             | ?             |
| 2000-01 | ?e T.R           | ?             | ?             |
| 2001-02 | ?                | ?             | ?             |
| 2002-03 | 1/64 finale      | SA Mohamadia  | ?             |
| 2003-04 | Avant dernier TR | CRB El Amria  | 0-0 t.a.b 4-3 |
| 2004-05 | ?                | ?             | ?             |
| 2005-06 | ?                | ?             | ?             |
| 2006-07 | ?                | ?             | ?             |
| 2007-08 | 2e T.R           | CRB El Matmar | 2-0           |
| 2008-09 | ?e T.R           | ?             | ?             |
| 2009-10 | ?                | ?             | ?             |
| 2010-11 | ?                | ?             | ?             |
| 2011-12 | ?                | ?             | ?             |
| 2012-13 | 2e T.R           | ASB Nedroma   | 1-0 a.p       |
| 2013-14 | ?                | ?             | ?             |
| 2014-15 | ?                | ?             | ?             |
| 2015-16 | ?                | ?             | ?             |

## Anciens joueurs
Quelques joueurs qui ont marqué l'histoire de l'Union Sportive Hammam Bou Hadjar.
- Abdelkader Amar
- Michel Brusseaux
- Raymond Costa
- Gilbert Bénito
- Titou Réquina
- Tedj Bensaoula
- Ali Meçabih
- Brahim Arafat Mezouar

## Personnalités du club

### Présidents du club
- Dr Montérro Lucien
- Laffargue Paul
- Muller F.D